# Judo na Igrzyskach Azjatyckich 2022
Turniej judo na igrzyskach Azjatyckich odbył się w dniach 24-27 września 2023 roku na terenie Xiaoshan Linpu Gymnasium w Hangzhou.

## Klasyfikacja medalowa
Gospodarz zawodów został zaznaczony kolorem.
| Miejsce | Państwo                      |    |    |    | Razem |
| ------- | ---------------------------- | -- | -- | -- | ----- |
| 1       | Japonia                      | 5  | 3  | 2  | 10    |
| 2       | Uzbekistan                   | 3  | 2  | 4  | 9     |
| 3       | Chińskie Tajpej              | 2  | 0  | 0  | 0     |
| 4       | Korea Południowa             | 1  | 2  | 6  | 9     |
| 5       | Chiny                        | 1  | 2  | 3  | 6     |
| 6       | Zjednoczone Emiraty Arabskie | 1  | 1  | 3  | 5     |
| 7       | Tadżykistan                  | 1  | 1  | 1  | 3     |
| 8       | Kirgistan                    | 1  | 0  | 0  | 1     |
| 9       | Mongolia                     | 0  | 2  | 4  | 6     |
| 10      | Kazachstan                   | 0  | 1  | 5  | 5     |
| 11      | Korea Północna               | 0  | 1  | 1  | 2     |
| 12      | Liban                        | 0  | 0  | 1  | 1     |
| .       | Turkmenistan                 | 0  | 0  | 1  | 1     |
| Razem   | Razem                        | 15 | 15 | 30 | 60    |

## Medaliści

### Mężczyźni
| Konkurencja:    | Złoto: | Srebro: | Brąz: |
| −60kg           | Yang Yung-wei | Lee Ha-rim | Chae Kwang-jin Magzhan Shamshadin |
| −66kg           | Ryoma Tanaka | Jondonperenlejn Baschüü | An Ba-ul Bayanmönkhiin Narmandakh |
| −73kg           | Murodjon Yuldoshev | Soichi Hashimoto | Cend-Ocziryn Cogtbaatar Behruzi Khojazoda |
| −81kg           | Somon Makhmadbekov | Lee Joon-hwan | Abylaikhan Zhubanazar Yuhei Oino |
| −90kg           | Erlan Sherov | Davlat Bobonov | Aram Grigorian Caramnob Sagaipov |
| −100kg          | Muzaffarbek Turoboyev | Batkhuyagiin Gonchigsüren | Dzhafar Kostoev Nurlykhan Sharkhan |
| Ponad 100kg     | Magomedomar Magomedomarov | Temur Rachimow | Alisher Yusupov Kim Min-jong |
| Drużynowo Mikst | Japonia · Moka Kuwagata · Ruri Takahashi · Momo Tamaoki · Shiho Tanaka · Wakaba Tomita · Natsumi Tsunoda · Yuhei Oino · Hyōga Ōta · Ken Oyoshi · Gōki Tajima · Ryoma Tanaka · Aaron Wolf | Uzbekistan · Shukurjon Aminova · Rinata Ilmatova · Sevinch Isokova · Diyora Keldiyorova · Iriskhon Kurbanbaeva · Gulnoza Matniyazova · Shokhrukhkhon Bakhtiyorov · Davlat Bobonov · Sardor Nurillayev · Muso Sobirov · Murodjon Yuldoshev · Alisher Yusupov | Chiny · Cai Qi · Feng Yingying · Ma Zhenzhao · Tang Jing · Xu Shiyan · Zhu Yeqing · Buhebilige · Li Ruixuan · Qingdaga · Sun Chuancheng · Xue Ziyang · Mongolia · Amarsaikhany Adiyaasüren · Batsuuriin Nyam-Erdene · Dambadarjaagiin Nominzul · Lchagwasürengijn Sosorbaram · Lkhagvatogoogiin Enkhriilen · Mönchcedewijn Iczinchorloo · Batkhuyagiin Gonchigsüren · Gantulgyn Altanbagana · Gereltuyagiin Bolor-Ochir · Odkhüügiin Tsetsentsengel · Cend-Ocziryn Cogtbaatar · Jondonperenlejn Baschüü · Enchtajwany Ariunbold |

### Kobiety
| Konkurencja: | Złoto:             | Srebro:                | Brąz:                                   |
| −48kg        | Natsumi Tsunoda    | Abiba Abużakynowa      | Khalimajon Kurbonova Guo Zongying       |
| −52kg        | Diyora Keldiyorova | Bishreltiin Khorloodoi | Lchagwasürengijn Sosorbaram Jung Ye-rin |
| −57kg        | Lien Chen-ling     | Momo Tamaoki           | Park Eun-song Maýsa Pardaýewa           |
| −63kg        | Miku Takaichi      | Tang Jing              | Esmigul Kuyulova Kim Ji-jeong           |
| −70kg        | Shiho Tanaka       | Mun Song-hui           | Gulnoza Matniyazova Feng Yingying       |
| −78kg        | Ma Zhenzhao        | Rika Takayama          | Rika Takayama Iriskhon Kurbanbaeva      |
| Ponad 78kg   | Kim Ha-yun         | Xu Shiyan              | Amarsaikhany Adiyaasüren Wakaba Tomita  |